# WPXN-TV
WPXN-TV é uma emissora de televisão estadunidense com sede em Nova York, no estado homônimo. Opera no canal 31 (34 UHF digital), e é emissora própria da Ion Television. Pertence a Ion Media Networks, subsidiária da E. W. Scripps Company. Os escritórios da WPXN-TV estão localizados na Seventh Avenue em Midtown Manhattan, e seu transmissor está localizado no One World Trade Center.

## História

### Propriedade municipal (1961–1996)
A cidade de Nova York, que foi uma das primeiras municipalidades dos Estados Unidos a entrar em transmissão com o registro de 1924 da rádio WNYC, recebeu uma licença para operar uma nova emissora de televisão comercial em 1954. Sete anos depois, em 5 de novembro de 1961, a emissora entrou no ar pela primeira vez como WUHF. Por meio do Municipal Broadcasting System, que detinha a licença do canal 31, a cidade (liderada pelo então prefeito Robert F. Wagner Jr.) e a Federal Communications Commission (FCC) usaram a emissora como um experimento para determinar a viabilidade de transmissões UHF dentro de um ambiente urbano. Algumas das primeiras programações na WUHF incluíram retransmissões das emissoras VHF comerciais existentes de Nova York, filmes educativos produzidos pela Television Film Unit da WNYC, fundada em 1949, telecursos de educação a distância em nível universitário, e um resumo noturno da lista de criminosos procurados do Departamento de Polícia de Nova York. O experimento foi realizado através da instalação de receptores UHF em várias casas de teste, escolas públicas e empresas, com recepção monitorada por engenheiros da FCC e da cidade.
Após um ano de teste de transmissão considerado bem-sucedido, o controle total da WUHF foi transferido para a cidade. A emissora passou a operar em tempo integral em 5 de novembro de 1962, com novo prefixo WNYC-TV, para corresponder às suas emissoras de rádio irmãs WNYC (então às 830 AM e agora às 820 AM) e WNYC-FM (93,9 MHz). Embora a licença para o canal 31 fosse classificada como comercial, a WNYC-TV funcionava como uma emissora não comercial. Parte da programação do período experimental continuou, e agora incluía transmissões ao vivo das reuniões da Assembleia Geral das Nações Unidas. Como uma emissora municipal, a WNYC-TV também dedicou tempo de exibição a programas focados em assuntos cívicos, junto com outros programas de interesse público. A emissora também transmitiu parte da programação da National Educational Television (NET) e de seu sucessor, a Public Broadcasting Service (PBS), mas depois passou a transmitir cada vez mais programas de televisão educativos independentes. Por muitos anos, a WNYC-TV transmitiu um telejornal de 15 minutos nos dias de semana, chamado News from City Hall (mais tarde denominado News City, e expandido para 30 minutos), destacando os acontecimentos do dia no governo municipal.
Em 1979, o prefeito Ed Koch considerou vender as emissoras WNYC devido a uma crise fiscal municipal. Em vez disso, a WNYC Foundation foi estabelecida, como uma saída para levantar capital operacional para as emissoras. Embora houvesse apelos de arrecadação de fundos semestrais feitos pelas emissoras WNYC, a WNYC-TV não fazia campanhas de penhor no ar de maneira semelhante a outras estações PBS, principalmente porque era uma licenciada comercial. Não teria, no entanto, enfrentado problemas se o fizesse, já que a WNED-TV em Buffalo, Nova York, operou por décadas como uma emissora não comercial sob uma licença comercial.
A emissora também alugou blocos de tempo de transmissão para emissoras de língua estrangeira. Na década de 80, entre os maiores fornecedores de programação estrangeira estavam o Fujisankei Communications Group do Japão, que exibia um programa matinal durante a semana, e a RAI, a emissora pública italiana que exibia duas horas de programação nas noites de semana e cinco horas nas manhãs de domingo, um período que incluía exibições de jogos de futebol italianos.
Também durante essa era, a WNYC-TV se juntou ao fenômeno dos videoclipes, e no processo, contribuiu para o crescimento da cultura hip hop e da música rap. Em 1983, a emissora estreou o programa Video Music Box, de uma hora de duração, criado pelo funcionário da emissora, Ralph McDaniels. O programa começou com uma seleção eclética de vídeos de artistas pop, rock e rhythm and blues. O rap também foi incluído, mas eventualmente o programa se tornou exclusivo para os gêneros rap e R&B. O Video Music Box serviu como plataforma de lançamento para muitos artistas de rap, e foi dito ter sido a base para a MTV criar Yo! MTV Raps vários anos depois. O programa permaneceria com destaque na programação da WNYC-TV pela próxima década (o programa agora vai ao ar na WNYE-TV, canal 25).

### Transição para propriedade privada (1996-presente)
Pouco depois de se tornar prefeito em 1994, Rudolph W. Giuliani revelou que estava pensando em vender as emissoras WNYC. Giuliani acreditava que a radiodifusão não era mais essencial como entidade municipal e que qualquer compensação financeira seria usada para ajudar a cidade a cobrir déficits orçamentários. A decisão final foi tomada em março de 1995: as emissoras de rádio WNYC ficaram com a WNYC Foundation, enquanto a cidade optou por solicitar lances separados para WNYC-TV por meio de um leilão.
Em agosto de 1995, uma parceria entre a Dow Jones and Company e a ITT Corporation foi declarada a vencedora do leilão da WNYC-TV com um lance de $ 207 milhões, que na época foi o maior preço já pago por uma emissora de televisão UHF. A venda da emissora a interesses comerciais teve muitos detratores. As emissoras estrangeiras reclamaram, pois agora se viam sem um canal para sua programação, e os contribuintes financeiros individuais criticaram a administração de Giuliani por vender a emissora ao maior licitante comercial, ao invés da WNYC Foundation. Os produtores estrangeiros encontraram novos canais através da WNYE-TV, a WMBC-TV, licenciada para Newton, em Nova Jersey, e a rede de TV a cabo Crosswalks, de propriedade da cidade (agora NYC Media), e eventualmente se espalharam entre as muitas emissoras de televisão de baixa potência lançadas no final dos anos 90 e início dos anos 2000, e atualmente através de vários subcanais digitais em emissoras de alta e baixa potência na região.
A venda levou quase um ano para se tornar oficialm e à meia-noite de 30 de junho de 1996, a WNYC-TV saiu do ar pela última vez. Doze horas depois, ao meio-dia de 1º de julho, a emissora reapareceu como WBIS (com a nomenclatura S+), transmitindo programação da Classic Sports Network durante a maior parte do dia, e infomerciais nas noites. Enquanto isso, a Dow Jones e a ITT trabalhavam em um formato permanente planejado para a WBIS, que ofereceria notícias sobre negócios durante o dia e notícias de esportes profissionais e jogos à noite. O novo formato foi lançado em janeiro de 1997, com notícias de negócios da Dow Jones (ancorado pelo veterano do telejornalismo de Nova York, Tony Guida, e pela futura âncora do Fox News Channel, Martha MacCallum) sendo transmitido das 6h às 18h e programação esportiva a partir das 18h até às 6h da manhã. A ITT, então co-proprietária do Madison Square Garden (e dos times que jogaram no local) com a Cablevision, ofereceu a cobertura do time com o New York Knicks e o New York Rangers. A WBIS também transmitia alguns jogos dos New York Islanders, New Jersey Devils e New Jersey Nets (todos transmitidos no SportsChannel New York, de propriedade da Cablevision) e, de fato, transmitiu pelo menos um jogo de cada um as três equipes. Parte da programação da Classic Sports Network permanecia nos fins de semana e nas noites, quando não havia cobertura de esportes ao vivo, e os infomerciais continuavam nas pernoites. Houve rumores de que a emissora garantiria os direitos de transmissão do New York Yankees, mas essa equipe optou por permanecer com a WPIX (canal 11) para a temporada de 1997. Também se tornou uma afiliada de fato da Fox Sports Net, já que na época a rede não tinha um escritório em Nova York. A WBIS transmitiu programas e eventos da FSN como Big 12 Conference e Pacific-10 Conference, jogos semanais de beisebol nas noites de quinta-feira e Fox Sports News, bem como programas das então jovens redes Outdoor Life Network e Speedvision nos fins de semana.
O formato híbrido da WBIS, embora ambicioso, fracassou, pois a emissora falhou em atrair audiência ou receita de publicidade. Em maio de 1997, a ITT vendeu sua parte da emissora, bem como sua metade do Madison Square Garden, em um esforço para resistir a uma tentativa hostil de aquisição pela Hilton Hotels Corporation. A Dow Jones continuou a administrar a emissora sozinha, mas dentro de semanas decidiu que não poderia mais suportar as perdas e procurou vendê-la. A Paxson Communications, que possuía várias emissoras UHF em todo o país, comprou a WBIS por $ 225 milhões em 12 de maio de 1997, superando o preço de venda de 1995 em $ 18 milhões.
O formato híbrido foi retirado do ar em junho, embora reprises da programação de negócios da WBIS, alguns programas da Fox Sports e documentários da rede a cabo da CBS, Eye on People (depois conhecida como Discovery People) tenham sido exibidas nesse ínterim. A emissora saiu do ar pela última vez como WBIS em 30 julho de 1997, e a Paxson assumiu o controle da emissora no dia seguinte, renomeando-a como WPXN-TV, e administrando a emissora sob um acordo de gerenciamento local (LMA), com um formato que apresentava programação da Bloomberg Business News durante o dia e infomerciais (da inTV, da Paxson) e programas religiosos (da Workship Network, também da Paxson) o resto do dia. O LMA foi necessário porque Paxson estava buscando permissão da FCC para manter temporariamente a emissora e a WHAI-TV (canal 43, hoje WZME) em Bridgeport, Connecticut. A FCC finalmente concedeu a Paxson uma renúncia temporária para a compra da WPXN-TV, que foi fechada em 6 de março de 1998. Um ano depois, a Paxson vendeu a emissora de Bridgeport.
Em 31 de agosto de 1998, a WPXN-TV, junto com o resto das emissoras da Paxson, estreou a nova rede de televisão Pax, com uma mistura de programação de infomerciais, reprises rotuladas como "entretenimento familiar" e a Workship Network durante as noites. A NBC comprou uma participação de 32 por cento na Pax em 1999 e, como parte do acordo, a NBC encorajou suas emissoras, tanto próprias quanto afiliadas, a entrar em acordos de marketing conjuntos com a emissora local da Pax. Em Nova York, a WNBC (canal 4) fez exatamente isso com a WPXN-TV e, como resultado, a emissora passou a retransmitir os telejornais noturnos da WNBC. Os acordos de LMA terminaram em julho de 2005. Algum tempo depois, a NBC vendeu sua participação na Pax TV.
Em 11 de setembro de 2001, os equipamentos de transmissão da WPXN-TV, bem como seis outras emissoras de televisão da cidade de Nova York e várias emissoras de rádio, foram destruídas quando dois aviões sequestrados colidiram e destruíram as torres do World Trade Center. Quando a emissora voltou ao ar dias depois, estava transmitindo em baixa potência de uma instalação temporária em West Orange, Nova Jersey. Desde então, mudou seu transmissor para o Empire State Building. Em 9 de maio de 2017, foi anunciado que a WPXN-TV voltaria a transmitir do novo One World Trade Center.
Em julho de 2005, a Pax TV mudou seu nome para i: Independent Television, e em 29 de janeiro de 2007, a rede tornou-se Ion Television. Como a maioria das emissoras da Ion, a WPXN-TV exibia infomerciais até as 18h diariamente, exceto por alguns programas religiosos nos dias de semana e nas manhãs de domingo, junto com alguns programas educativos da Qubo nas tardes de sexta-feira, e a coleção de reprises da Ion, preenchendo a parte do horário nobre da programação, e um programa de relações públicas, ION New York City.

#### Venda para a Scripps
Em 24 de setembro de 2020, a E.W. Scripps Company, sediada em Cincinnati (que estava em processo de venda da WPIX para a Mission Broadcasting, uma empresa parceira do Nexstar Media Group) anunciou que compraria a Ion Media por $ 2,65 bilhões, com financiamento da Berkshire Hathaway. Com esta compra, a Scripps vendeu 23 estações de propriedade da Ion, sem incluir a WPXN-TV. As vendas propostas permitiram que a empresa resultante da fusão cumprisse integralmente os regulamentos de propriedade locais e nacionais da FCC. A Scripps concordou com uma transação com a Inyo Broadcast Holdings, que concordou em manter afiliações com a Ion para as emissoras. A venda foi concluída em 7 de janeiro de 2021.

## Sinal digital
| PSIP | Canal digital | Resolução de vídeo | Programação                                       |
| ---- | ------------- | ------------------ | ------------------------------------------------- |
| 31.1 | 34 UHF        | 720p               | Programação principal da WPXN-TV / Ion Television |
| 31.2 | 34 UHF        | 480i               | Grit                                              |
| 31.3 | 34 UHF        | 480i               | Court TV Mystery                                  |
| 31.4 | 34 UHF        | 480i               | Court TV                                          |
| 31.5 | 34 UHF        | 480i               | Laff                                              |
| 31.6 | 34 UHF        | 480i               | Home Shopping Network                             |

### Transição para o sinal digital
Com base no decreto federal de transição das emissoras de TV estadunidenses do sinal analógico para o digital, a WPXN-TV interrompeu a operação em seu sinal analógico, no canal 31 UHF, em 12 de junho de 2009. O sinal digital da emissora mudou de seu canal 30 UHF pré-transição para o canal 31 UHF.

## Programas
Atualmente, a emissora transmite somente programas nacionais da Ion Television. Programas locais compuseram a grade da emissora, e foram descontinuados:
- Heard on the Street
- ION New York City
- New York Hotline
- News City
- News from City Hall
- The Morning Show
- Video Music Box
- Wake Up Call